# Brownmillerite
La brownmillerite (simbolo IMA: Bmlr), nome comune del ferrito alluminato tetracalcico, è un minerale del supergruppo della perovskite, all'interno del quale si trova nel gruppo delle perovskiti non stechiometriche e da lì al sottogruppo della brownmillerite. Appartiene alla famiglia minerale degli "ossidi e idrossidi" e possiede composizione chimica Ca2Fe3+AlO5.

## Etimologia e storia
Il composto artificiale brownmillerite fu chiamato così nel 1932 in onore del dottor Lorrin Thomas Brownmiller (1902-1990), responsabile del reparto chimico della "Alpha Portland Cement Company" di Easton (Pennsylvania, Stati Uniti); il nome fu poi utilizzato anche per il minerale naturale.

## Classificazione
Nella classica nona edizione della sistematica dei minerali di Strunz la brownmillerite è elencata nella classe "4. Ossidi (idrossidi, V[5,6] vanadati, arseniti, antimoniti, bismutiti, solfiti, seleniti, telluriti, iodati)" e nella sottoclasse "4.A Metallo:Ossigeno = 2:1 e 1:1"; questa viene suddivisa ulteriormente in base al rapporto metallo/ossigeno presente nel minerale e alla dimensione dei cationi coinvolti nel composto, in modo da trovare il minerale nella sezione "4.AC M:O = 1:1 (e fino a 1:1,25); con cationi di grande dimensione (± cationi più piccoli)" dove insieme a shulamitite e srebrodolskite forma il sistema nº 4.AC.10.
Nell'edizione successiva, proseguita dal database "mindat.org" e chiamata Classificazione Strunz-mindat, la classificazione e il sistema rimangono invariati ma, insieme ai minerali già citati, si va ad aggiungere anche la sharyginite.
Nella Sistematica dei lapis (Lapis-Systematik) di Stefan Weiß la brownmillerite si trova nella classe degli "ossidi" e nella sottoclasse degli "ossidi con rapporto metallo:ossigeno = 1:1 e 2:1 (M2O, MO)", qui insieme a bitikleite, clorkyuygenite, clormayenite, dzhuluite, elbrusite, fluorkyuygenite, fluormayenite, shulamitite, srebrodolskite, tululite e usturite forma il sistema nº IV/A.07.
Anche nella classificazione dei minerali secondo Dana, usata principalmente nel mondo anglosassone, la brownmillerite si trova nella famiglia degli "ossidi e idrossidi"; qui è nella classe degli "ossidi multipli" e nella sottoclasse degli "ossidi multipli come ossidi di titanio con sostituzioni [4] e [6]"; qui insieme alla srebrodolskite forma il sistema nº 07.11.02.

## Abito cristallino
La brownmillerite cristallizza nel sistema ortorombico con il gruppo spaziale Ibm2 con i parametri reticolari a = 5,57 Å, b = 14,52 Å, c = 5,34 Å, oltre ad avere 2 unità di formula per cella unitaria.

## Origine e giacitura
La brownmillerite è stata trovata in blocchi di calcare metamorfizzati termicamente inclusi nelle rocce vulcaniche e anche in calcari impuri, anch'essi metamorfizzati termicamente ad alta temperatura. A seconda del luogo di ritrovamento, si hanno differenti minerali di accompagnamento: calcite, ettringite, wollastonite, larnite, mayenite, gehlenite, diopside, pirrotite, grossularia, spinello, afwillite, jennite, portlandite e jasmundite (per campioni rinvenuti vicino a Mayen, in Germania); melilite, mayenite, wollastonite, kalsilite e corindone (per campioni provenienti da Klöch, Austria); spurrite, larnite e mayenite (per campioni provenienti dalla formazione di "Hatrurim", in Israele).
La brownmillerite è un minerale piuttosto raro e non è stato pertanto trovato in molti siti. Le sue località tipo sono il campo "Mayener"  e il campo "Ettringer" entrambi in Renania-Palatinato (Germania); sempre in Germania ci sono stati ritrovamenti anche a Iserlohn e Üdersdorf.
Altre località sono: Racoș (Romania); l'oblast' di Donec'k (Ucraina); Oslavany (Repubblica Ceca); Klöch (in Stiria, Austria).
Al di fuori dell'Europa ci sono stati ritrovamenti nell'oblast' di Murmansk (Russia); nei governatorati di Gerico, di Betlemme e di Gerusalemme in Palestina; nei governatorati di Amman e di Irbid (Giordania); nel Distretto Meridionale israeliano; nella prefettura di Hami in Cina.

## Chimica del cemento
La brownmillerite è uno dei componenti principali, anche se il meno importante poiché rappresenta solo l'8% circa in peso dell'intera miscela, del clinker di Portland, del quale rappresenta la fase ferrica. Nella chimica del cemento viene anche indicato come C4AF.
La brownmillerite si idrata, attraverso una reazione esotermica in grado di liberare 95 kcal/kg, formando alluminati di calcio idrati, in prevalenza C3AH6, indicati come C-A-H, e ferriti di calcio idrati, indicati con C-F-H. Insieme a quella dell'alluminato tricalcico, è causa del fenomeno della presa del cemento.
La reazione può schematizzata come:
{\displaystyle {\ce {C4AF + H -> CAH + CFH}}}

## Forma in cui si presenta in natura
La brownmillerite di presenta come piastrine quadrate, con dimensioni di circa 60 µm.. Il colore del minerale è marrone rossastro con lucentezza quasi vitrea, il colore del suo striscio sulla mattonella di prova è marrone chiaro.